# Lennart Nilsson (fotográfus)
Lennart Nilsson (Strängnäs, 1922. augusztus 24. – Stockholm, 2017. január 28.) svéd fotográfus.

## Életpályája
Lennart Nilsson a svédországi Strängnäsban született. Apja és nagybátyja is fotográfus volt. 12 éves korában kapta első fényképezőgépét apjától. 15 éves kora körül látott egy dokumentumfilmet Louis Pasteurről, aminek hatására elkezdte érdekelni a mikroszkóp. Pár éven belül már saját mikroszkópjával figyelte meg a rovarokat.
Az 1940-es évek elején több híres svéd személyiségről készített portréfényképet. Az 1940-es évek közepén kezdte profi fotográfusi pályafutását, mint szabadúszó fotós. 1945-ben a második világháború utáni Norvégiáról készítette első fotósorozatát. Ebben az évben Szülészet Lappföldön, 1947-ben Jegesmedvevadászat a Spitzbergákon, 1948-ban Halászok a Kongó folyón címmel készített újabb fotóesszéket. Ezek közzététele a Life-ban, a Picture Postban és más magazinokban meghozta számára a nemzetközi ismertséget.
1954-ben megjelent 87 híres svéd portréjával a Sweden in Profile könyve. 1955-ben kiadott Reportage könyve korai munkából adott egy válogatást. Az 1963-ban megjelent Hallelujah a svéd üdvhadseregről készült fotóesszé.
Az 1950-es évek közepén kezdett el kísérletezni a nagyon közeli fényképek készítésével. Nagyon vékony endoszkóp segítségével az 1960-as évekre sikerült felvételeket készítenie az élő emberi testen belül, véredényekben és testüregekben. Ő volt az első, akinek sikerült lefényképeznie egy élő magzatot az anyaméhben, amely a Life magazin címlapján jelent meg 1965-ben és több ismert újság is közölte, többek között a Stern, a Paris Match és a The Sunday Times is. Ezek a fotók alapján készült a Gyermek születik (Ett barn blir till) című könyv, amelyet 1965-ben megjelenése után négy nap alatt nyolcmillió példányban adtak el.
1969-ben kezdte el használni a pásztázó elektronmikroszkópot egy, a Life magazin számára készült az emberi test működését bemutató munkában. Elsőként készített fényképet a HIV-vírusról, majd 2003-ban a SARS-CoV koronavírusról.
1970-ben csatlakozott a Karolinska Institutethoz. Részt vett dokumentumfilmek készítésében is. Az ő közreműködésével készül 1982-ben az Élet szagája (Sagan om livet) és 1983-ban az Az élet csodája (The Miracle of Life) film.

## Művei

### Könyvei
- Sweden in Profile (1954)
- Reportage, Albert Bonniers Förlag (1955)
- Myror (1959)
- Liv i hav (1959)
- Halleluja, en bok om frälsningsarmén (1963)
- Gyermek születik (Ett barn blir till) (1965, 1976, 1990, 2003, magyarul: 1981, 2004)
- Se människan (1973)
- Så blev du till (1975)
- Vårt inre i närbild (1982)
- Nära naturen. En upptäcktsfärd i naturens mikrokosmos (1984)
- I mammas mage (1986)
- Vi ska få ett syskon (1993)
- Hans livs bilder (2002)
- Life (2006)

#### Magyarul
- Gyermek születik. Fényképek a születés előtti életről és hasznos tanácsok leendő szülőknek; szöveg Mirjam Furuhjelm, Axel Ingelman-Sundberg, Claes Wirsén, fotó Lennart Nilsson, ford. Cholnoky Péter, ill. Bernt Forsblad; Medicina, Bp., 1981
- Sheila Kitzinger: Már élsz; fotó Lennart Nilsson; Gulliver, Bp., 1990
- Gyermek születik; szöveg Lars Hamberger, fotó Lennart Nilsson, ford. Résch Éva; Geographia, Bp., 2004

### Filmjei
Operatőrként
- The Beginning of Life (1968)
- The Incredible Machine (1975)
- Portrait of Killer (1980)
- Sagan om livet (1982)
- Nova, a 'The Miracle of Life epizód (1983)
- Odyddey of Life (1996)

egyéb
- Nővérek (Sisters) (1972, operatőri munka a főcímben)
- Nova, a 'Lifes Greatest Mireacle epizód (2001, fotók)
- Defying Gravity, a 'Threshold, a Law of Natural Selection epizódok (2009, mikroszkopikus operatőri munka)

## Díjai
- Emmy-díj (News & Documentary Emmy Award, 1982, 1996)
- Hasselblad-díj (1980)